# Uppsalabuss

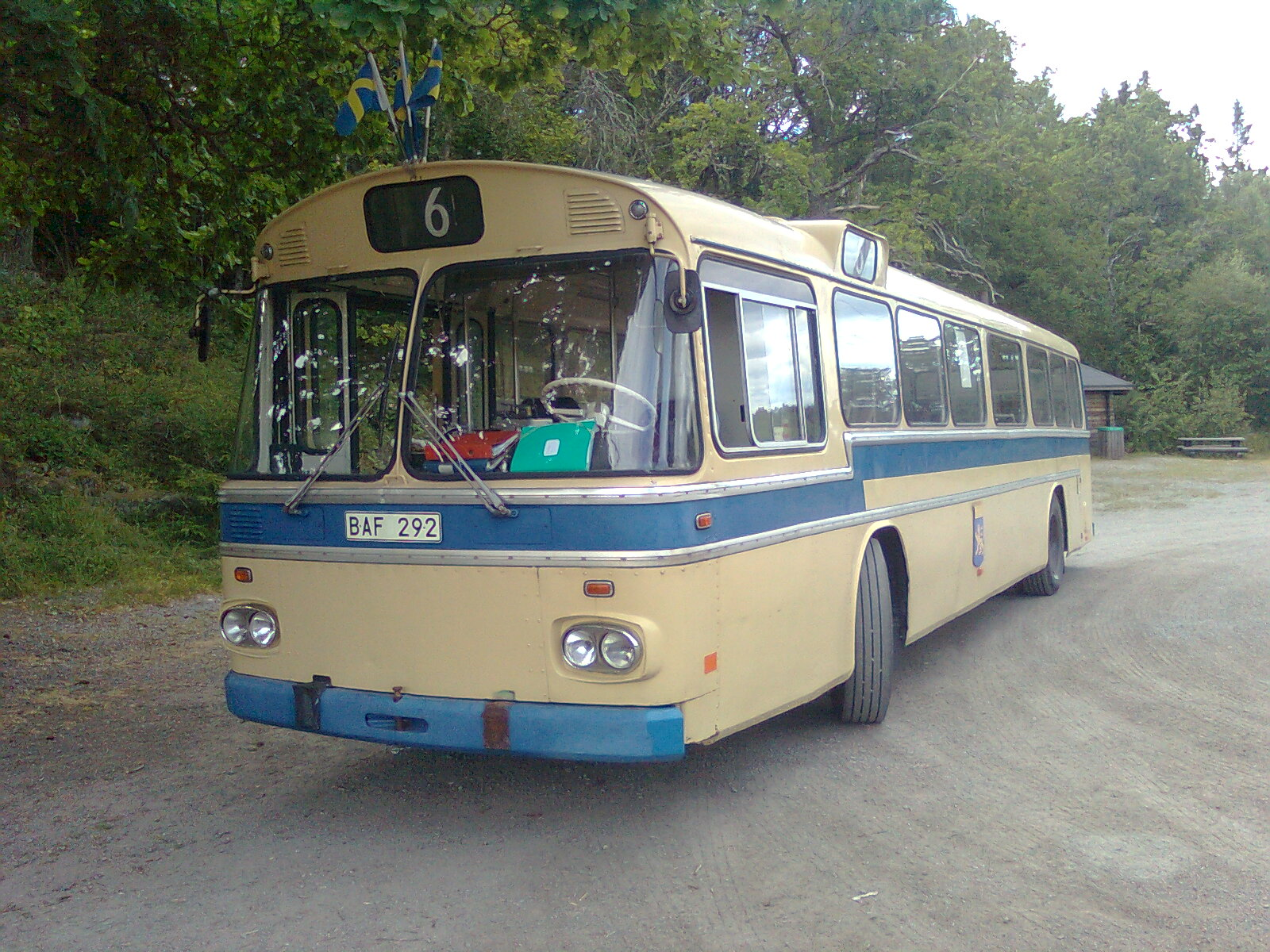
En veteranbuss Scania-Vabis CR76 från 1967, som tidigare gått i trafik hos Uppsala Stads Trafik AB, sedermera Uppsalabuss och Gamla Uppsala Buss AB.

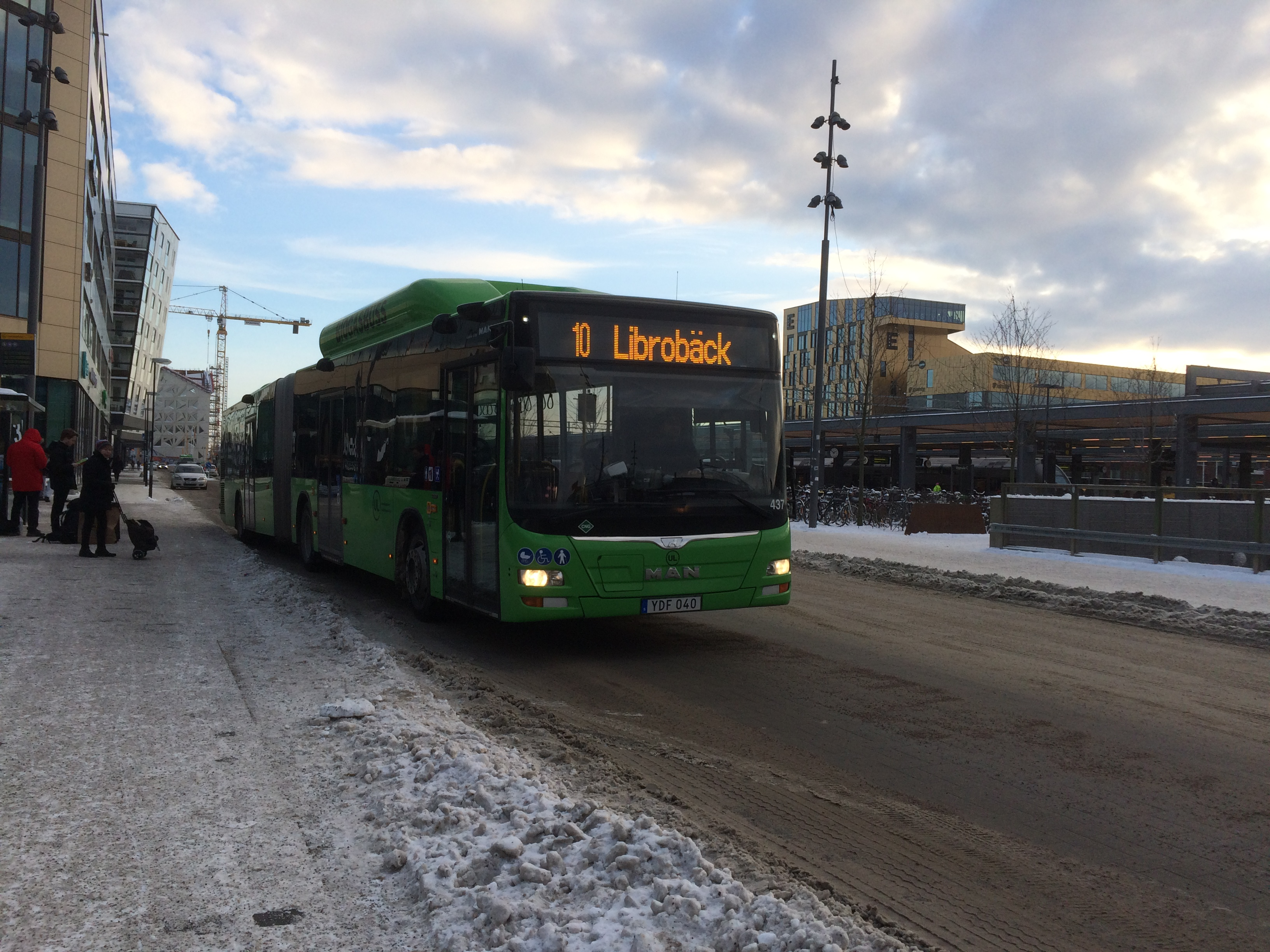
En modern biogasbuss av typen MAN Lion's City (A23) på linje 10 mot Librobäck vid Centralstationen på nya linjenätet.

Uppsalabuss var ett tidigare kommunalägt bolag, som bedrev stadsbusstrafik i Uppsala fram till 2012. Trafiken bedrevs på entreprenad av Gamla Uppsala Buss, som också var ett kommunalt bolag. 
2012 tog Region Uppsala över ansvaret för stadstrafiken i Uppsala och för att skapa integration med länets bussnät. Gamla Uppsala Buss fortsatte köra trafiken och ägdes istället av Region Uppsala.
Bolaget hette tidigare Uppsala Stads Trafik AB, förkortat UST, och var den direkta efterföljaren till Uppsala Spårvägs AB.
Från början var Uppsalabuss och Gamla Uppsala Buss två helt olika bolag, men från början av 1970-talet köpte Uppsalabuss upp Gamla Uppsala buss och dess vagnpark. Under mitten 1990-talet skildes åter Uppsalabuss från Gamla Uppsala Buss, och Uppsalabuss blev därefter endast beställare av trafiken.

## Historik
Den 11 september 1906 invigdes den första spårvagnslinjen i Uppsala, som var den första att drivas i privat regi. På 1920-talet fanns det fem spårvagnslinjer och busstrafiken var väletablerad till grannsamhällen; dessa drevs till stor del av två privata företag. På 1930-talet kom en motion till stadsfullmäktige om att överta driften av spårvagnarna, vilket tog nio år att genomföra. Efter att Uppsala Spårvägs AB hade införskaffats, köptes även de två bussbolag som drev trafik i regionen. År 1945 kom samtliga under en gemensam ledning.
År 1953 upphörde spårvagnstrafiken och ersattes med enbart med buss då den var billigare att köra. Till följd av detta bytte företaget namn till Uppsala stadstrafik AB, som i sin tur ändrades till AB Uppsalabuss år 1972. 

## Färger på bussarna
Från början (under 1950-talet) var alla bussarna beige med blå rand. Från och med 1970-talet, i och med namnbytet till Uppsalabuss, blev de gröna nertill och vita upptill med en grön rand. Från 1989 blev de helgröna med vita linjer och från 1996 är de helgröna; kulören ändrades något från och med 2009. De kompakta servicebussarna, som tjänstgjorde på linjerna 91-95 och den så kallade Flexbussen, hade tidigare gul lackering. Numera är alla stadsbussar gröna och regionalbussar gula.
Vissa av bussarna, som tidigare gick in som extrabussar samt bussar för beställningstrafik, var och är istället helvita med linjer av GUB:s företagsfärger blå, grön och gul och har stora GUB-logotyper.